# Bitwa morska pod Mylae

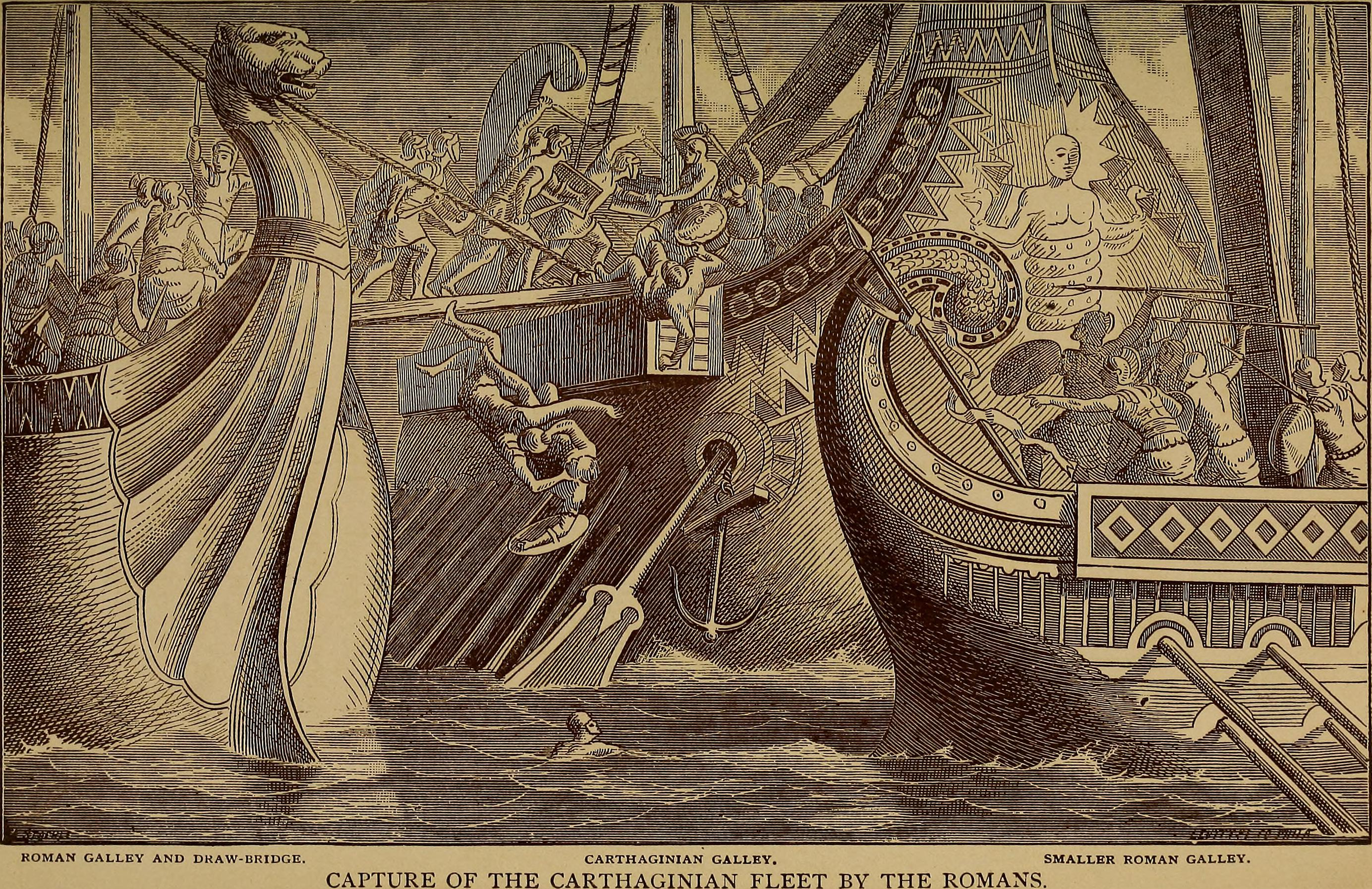
Wizja zdobycia okrętu kartagińskiego przez Rzymian przy pomocy ruchomego pomostu corvus (ilustracja z 1883 r.)

Bitwa morska pod Mylae – bitwa morska w 260 p.n.e., która podczas I wojny punickiej została stoczona pomiędzy flotą rzymską pod wodzą Gajusza Duiliusza i flotą kartagińską dowodzoną przez Hannibala Giskona.

## Tło wydarzeń
W trwającej na Sycylii wojnie lądowej istotną rolę odgrywała flota kartagińska, która mając bazę w Panormus, stale dostarczała swym wojskom rezerw i zaopatrzenia z Afryki, a także zapewniała blokadę wybrzeży Italii, powstrzymując działania Rzymian. Dla przerwania tej niekorzystnej sytuacji dowodzący wówczas flotą rzymską konsul Gajusz Diuiliusz wyprowadził z Ostii 130 okrętów i skierował się ku Sycylii. Posuwając się wzdłuż italskiego wybrzeża, dotarł do Messany, gdzie dowiedział się, że znaczne siły Kartagińczyków w składzie 120 jednostek opuściły Panormus kierując się do Messany.

## Działania poprzedzające
W drodze wódz kartagiński skutecznie zaatakował rzymską eskadrę złożoną z 17 okrętów, zadając jej straty. Po dotarciu do przylądka Mylae zaczął pustoszyć tereny północno-wschodniej Sycylii. Zamiarem jego było sprowokowanie przeciwnika do walnej bitwy morskiej i w rezultacie zniszczenie nowo wybudowanej floty rzymskiej. Dla pomszczenia wstępnej porażki i w dążeniu do rozbicia sił wroga, również Diuiliusz ze 103 okrętami opuścił Messanę idąc na spotkanie Kartagińczyków w kierunku Wysp Liparyjskich.

## Przebieg bitwy
Na widok wroga idący w luźnym szyku Kartagińczycy natychmiast przeszli do natarcia, przekonani o swej przewadze nawet wobec przeważających sił przeciwnika. Pierwsze uderzenie wykonało 30 okrętów dowodzonych osobiście przez Hannibala, które podeszły do taranowania. Rzymianie wtedy po raz pierwszy użyli swej nowej broni – opuszczanych z okrętów pomostów bojowych, tzw. kruków, które przerzucane na cudzy pokład umożliwiały przedostanie się legionistom na wrogi okręt  i prowadzenie walki wręcz, w czym mieli przewagę nad Kartagińczykami. Okręty Rzymian osaczały obustronnie galerę kartagińską i dokonywały abordażu sczepiając się hakami wzdłuż burt lub zarzucając ruchome schodnie, po których na pokład wroga wdzierali się żołnierze.
W ten sposób zdobyto 30 kartagińskich galer straży przedniej. W obliczu klęski Hannibal łodzią przedostał się do nadpływających sił głównych i 90 galerami ponownie uderzył na Rzymian, usiłując zmienić przebieg bitwy. Jego okręty otoczyły przeciwnika, a część opływając Rzymian manewrem znanym jako diekplous, zajęło pozycję na ich tyłach, by stamtąd zaatakować szyk rzymski. Wówczas Diuiliusz wprowadził do akcji drugą linię galer w postaci odwodów, które wykorzystując „kruki” odparły ten atak, umożliwiając zdobycie kolejnych 20 jednostek. Pozostałe zostały z trudem wycofane z pola bitwy przez Hannibala, który odpłynął do Panormus.
Łączne straty Kartagińczyków wyniosły 14 zatopionych okrętów i 60 zdobytych przez Rzymian, ponadto 3 tysiące zabitych oraz 7 tysięcy żołnierzy i marynarzy wziętych do niewoli. Znikome straty rzymskie nie są znane. Zwycięski Gajusz Diuilusz został uhonorowany odbyciem triumfu (259 p.n.e.) w Rzymie, gdzie na pamiątkę jego sukcesu wystawiono specjalną kolumnę zdobioną dziobami okrętów (columna rostrata). Ponadto ze zdobytych na nieprzyjacielu łupów wartości przeszło 2 milionów sesterców Diuiliusz ufundował świątynię Janusa na rzymskim Forum Holitarium. Natomiast o Hannibalu Giskonie z przekazu Polibiusza wiadomo, że został odwołany z funkcji głównodowodzącego flotą i okresowo utracił łaski rządzących oligarchów (Dzieje I, 24).

## Znaczenie i następstwa
Klęska ta zachwiała dotychczasową potęgą Kartagińczyków na morzu. Dla Rzymian starcie pod Mylae miało ponadto doniosłe znaczenie jako pierwsza wygrana przez nich bitwa morska, w której sprawdziła się także nowa taktyka walki skutkująca pogromem sił przeciwnika. Pod względem strategicznym oznaczało likwidację blokady italskich wybrzeży wraz ze swobodą działań na Morzu Tyrreńskim. Psychologicznie u Rzymian zwycięstwo to wzbudziło ufność co do możliwości odnoszenia dalszych sukcesów w działaniach na morzu. Potwierdzeniem tego było kolejne zwycięstwo (256 p.n.e.) osiągnięte w bitwie u sycylijskiego przylądka Eknomos, które stwarzało możliwość lądowania w Afryce i przeniesienia wojny na terytorium Kartaginy. Dla Kartagińczyków wydarzenia te stanowiły ostrzeżenie przed nowo powstającą potęgą morską, która miała podważyć ich niekwestionowaną dominację w zachodnim basenie Morza Śródziemnego.